# 御嶽神社 (船橋市)
御獄神社 （みたけじんじゃ）は、千葉県船橋市前原東にある神社である。旧社格は村社。

## 祭神
- 速須佐之男命

## 由緒
御嶽神社は前原新田の鎮守で、1676年（延宝4年）の創建と伝えられるが、前原新田を開いた上東野新助が1715年（正徳5年）、米穀売買の折に江戸で買い求めた蔵王権現像を御神体（鎌倉時代前期の作）として祀ったのが始まりとされている。以前は蔵王権現と称されていたが、明治初期の神仏分離に伴い現在の社名に改められた。
昭和のはじめ頃には、神社の長い参道は、谷津遊園にあった阪妻プロダクションの映画の撮影場所としてよく利用されていた。かつて入口付近には「江戸屋」という名の茶店があった。

## 境内

### 摂末社
- 稲荷神社
- 琴平神社
- 子安神社
- 水神社

## 祭事
- 例祭（10月18日～19日）

## 文化財
- 県指定有形文化財
  - 木造蔵王権現三尊立像

## 交通アクセス
- 京成松戸線前原駅から徒歩6分
- JR総武線津田沼駅から京成バス3番乗り場御獄神社前下車

## 関連記事
- 御嶽神社
- 蔵王権現
- 神仏習合